# Pan Yuliang
Pan Yuliang (潘玉良) (Yangzhou, 14 de junho de 1895 – Paris, 22 de julho de 1977) foi uma pintora chinesa de renome e uma das primeiras pintoras chinesas na França. Nascida com o nome Chen Xiuqing, ela o renomeou para Zhang Yuliang (張玉良) ao ser adotada por seu tio por parte de mãe, depois da morte dos pais.
Era renomada por ser uma das primeiras pintoras na China a pintar no estilo ocidental. Estudou em Xangai e em Paris e enfrentou diversas críticas em seu país durante os anos 1930 por conta de seu estilo modernista. Pan retornou a seu país em 1937, onde viveu e trabalhou pelos próximos 40 anos. Lecionou na École des Beaux Arts, em Paris, onde foi várias vezes premiada por seu trabalho e expôs suas obras pela Europa, Estados Unidos e Japão, tendo obras adquiridas por grandes colecionadores do gênero e museus.
Após sua morte, várias de suas obras foram levadas de volta para a China, depositadas no acerto do Museu Nacional de Arte da China, em Pequim, mas uma grande coleção de pinturas, gravuras e esculturas ainda estão na França, na coleção do Museu Cernuschi.
Sua história foi contada em filmes e livros, tanto na China quanto nos Estados Unidos. Um dos mais conhecidos é o filme Hua Hun (A Soul Haunted by Painting), de 1994, com a atriz Gong Li no papel da pintora. Sua arte é reconhecida como sendo um fluxo em transformação dos conflitos dicotômicos entre o Oriente e o Ocidente, tradição e modernidade, preconceito e feminismo.

## Biografia
Pan Yuliang nasceu em 1895, em Yangzhou, na província de Jiangsu. Seus pais faleceram quando ela tinha 14 anos e depois de adotada pelo tio, ela foi vendida para um bordel, onde foi criada para se tornar uma prostituta. Ela então chamou a atenção de um policial que comprou sua liberdade e se casou com ela. Como sua segunda esposa, Pan acabou tendo acesso aos estudos, onde adotou nome e sobrenome do marido. Em cartas aos familiares, ela assinava como Pan Zhang Yuliang (潘張玉良) e como a carta pode ser considerada um documento legal, este se tornou seu nome de assinatura e o nome pelo qual preferia ser chamada.
A família se mudou para Xangai, onde ela passou na prova para a Shanghai Art School, em 1920. Foi neste momento que ela estudou pintura com Wang Jiyuan, um dos grandes artistas chineses do período. Depois de se formar, ela viajou para Lion e Paris para continuar a se aperfeiçoar, com o patrocínio de Pan Zanhua. Em 1925, ela ganhou uma prestigiada bolsa para estudar na Accademia di Belle Arti di Roma.

## Carreira
Em 1926, Pan ganhou a Medalha de Ouro na Exposição Internacional de Arte de Roma. Em 1929, Liu Haisu a convidou para lecionar na Shanghai Art School e assim ela retornou à China. Pan também expôs seus trabalhos em Xangai, onde foi reconhecida como a primeira artista chinesa a pintar no estilo ocidental. Ela também foi convidada a leciona na Universidade Nacional Central, em Nanjing. Pan expôs seus trabalhos cinco vezes no país, entre os anos de 1929 a 1936.

Nu feminino, cerca de 1930

Seu trabalho, porém, não esteve livre de críticas da parte de críticos conservadores e de oficiais do governo chinês, em parte pelos quadros que retratavam o nu, mas em grande parte por ela ter se tornado uma das favoritas do mundo da arte na China, junto da colega pintora Guan Zilan. Mulheres que pintava no estilo ocidental fascinavam o público e eram aceitas como a personificação da modernidade. Pan também era celebrada por ter trabalhado com a tradição chinesa do desenho e da pintura, enquanto ignorava a autoridade desta tradição em relação à arte europeia. Uma exposição de seus trabalhos, em 1936, foi impedida de abrir pela ação de vândalos, que rasgaram e rabiscaram ofensas nas telas.
Pan voltou para a França em 1937 e se estabeleceu em Paris, onde ganhou algum reconhecimento por seu trabalho e ingressou na École des Beaux Arts para lecionar. Pelos próximos 40 anos, ela morou e trabalhou em Paris, onde outros colegas chineses expatriados a elegeram para a diretoria da Associação Chinesa de Arte.

## Morte
Pan morreu em Paris, em 22 de julho de 1977 e foi sepultada no Cemitério do Montparnasse.